# جوس فان دير فليوتن
جوس فان دير فليوتن (بالهولندية: Jos van der Vleuten)‏ (و. 1943 – 2011 م) هو راكب دراجة هوائية هولندي، ولد في هيلموند، شارك في طواف إسبانيا، توفي عن عمر يناهز 68 عاماً.

## روابط خارجية
- جوس فان دير فليوتن على موقع أرشيف الدراجات (الإنجليزية)
- جوس فان دير فليوتن على موقع إحصائيات الدراجات الإحترافية (الإنجليزية)
- جوس فان دير فليوتن على موقع CycleBase (الإنجليزية)